# Oxypracetus opacus
Oxypracetus opacus är en stekelart som beskrevs av Lasalle 1994. Oxypracetus opacus ingår i släktet Oxypracetus och familjen finglanssteklar. Inga underarter finns listade i Catalogue of Life.